# Municipio de San Mateo Piñas
El municipio de San Mateo Piñas es uno de los 570 municipios que conforman al estado mexicano de Oaxaca. Pertenece al distrito de Pochutla, dentro de la región costa. Su cabecera es la localidad de San Mateo Piñas.

## Geografía
El municipio abarca 161.81 km² y se encuentra a una altitud promedio de 1000 m s. n. m., oscilando entre 2500 y 400 m s. n. m.
Colinda al norte con los municipios de San Marcial Ozolotepec, Santa María Ozolotepec y Santiago Xanica; al este con los municipios de Santiago Xanica y el municipio de Santa María Huatulco; al sur con los municipios de San Pedro Pochutla y Pluma Hidalgo, al oeste con los municipios de Pluma Hidalgo y San Marcial Ozolotepec.

### Fisiografía
San Mateo Piñas se encuentra dentro de la provincia de la Sierra Madre del Sur; su territorio se divide entre la subprovincia de la cordillera costera del sur en un 63%, las costas del sur en el 27% y las sierras orientales en el 10% restante. Los sistemas de topoformas presentes en la demarcación son la sierra alta compleja en el 59%, la sierra baja compleja en el 27% y la sierra de cumbres tendidas en el 14% restante.

### Hidrografía
El 81% del municipio lo abarca la subcuenca del río Copalita y el 19% restante la subcuenca de San Pedro Pochutla. San Mateo Piñas pertenece por completo a la cuenca del río Copalita y otros, parte de la región hidrológica de la costa de Oaxaca. Las corrientes de agua más importantes son el río Copalita y el río San Cristóbal.

## Clima
El clima del municipio es cálido subhúmedo con lluvias en verano en el 56% de su superficie, semicálido húmedo con abundantes lluvias en verano en el 40% y templado subhúmedo con lluvias en verano en el 4% restante. El rango de temperatura promedio anual es de 16 a 26 grados celcius y el rango de precipitación media anual es de 2000 a 3500 mm.

## Demografía
De acuerdo al último censo, realizado por el INEGI en 2010, en el municipio habitan 2226 personas, repartidas entre 47 localidades. Del total de habitantes de San Mateo Piñas, 196 hablan alguna lengua indígena.

### Grado de marginación
De acuerdo a los estudios realizados por la Secretaría de Desarrollo Social en 2010, el 55% de la población del municipio vive en condiciones de pobreza extrema. El grado de marginación de San Mateo Piñas es clasificado como Muy alto. En 2014 el municipio fue incluido en la Cruzada nacional contra el hambre.

## Política

### Gobierno
El municipio se rige mediante el sistema de usos y costumbres, eligiendo gobernantes cada tres años de acuerdo a un sistema establecido por las tradiciones de sus antepasados.

### Regionalización
San Mateo Piñas pertenece al X Distrito Electoral Federal de Oaxaca, con sede en Miahuatlán de Porfirio Díaz, y al XXV Distrito Electoral Local, con sede en San Pedro Pochutla.